# 白髯神社 (長野市)
白髯神社（しらひげじんじゃ）は、長野県長野市鬼無里日影にある神社（郷社）。
本殿は国の重要文化財に指定されている。

## 概要
鬼無里は紅葉伝説や遷都伝説など都に関わる様々な伝説が残る山里である。伝承によれば白鳳13年（685年）に信濃国への遷都のため天武天皇に遣わされた三野王は、鬼無里を候補地とし、新都の鎮守として裾花川の両岸に東京（ひがしきょう）の加茂神社と西京の春日神社、そして鬼門の方角に白髯神社を建立したという。
本殿は一間社流造、杮葺きで桃山時代の建築と考えられ、国の重要文化財に指定されている。なお、本殿は通常時、保存のためコンクリート造の鞘堂に収められており、拝観できない。
神楽は長野市の指定有形文化財で、現在は鬼無里ふるさと資料館で展示されている。

## 歴史
- 685年（白鳳13年） - 新京候補地の鎮守として建立と伝わる
- 969年（安和2年）9月20日 - 平維茂が紅葉討伐の戦勝祈願を行う
- 1183年（寿永2年）1月20日 - 源義仲（木曽義仲）が平家追討の戦勝祈願を行う
- 1959年（昭和34年）6月27日 - 本殿が国の重要文化財に指定される

## 境内
- 本殿 - 国指定重要文化財
- 拝殿
- 祝詞殿
- 神楽殿
- 境内社

## 交通
- JR・長野電鉄「長野駅」からアルピコ交通74鬼無里線に乗車、「旅の駅鬼無里」で長野市営バス南鬼無里線にのりかえ「祖山入口」下車。